# Condado de Tippecanoe
El condado de Tippecanoe (en inglés: Tippecanoe County) es un condado del estado de Indiana, Estados Unidos. Según el censo de 2020, tiene una población de 186 251 habitantes.
Forma parte del área metropolitana de Lafayette. La sede de condado es Lafayette.
El condado fue fundado el 1 de marzo de 1826. Su nombre proviene de la anglización del término miami-illinois "Kethtippecanoogi".

## Geografía
Según la Oficina del Censo, el condado tiene un área total de 1303.4 km², de la cual 1292.2 km² son tierra y 11.2 km² son agua.

### Condados adyacentes
- Condado de White (norte)
- Condado de Carroll (noreste)
- Condado de Clinton (este)
- Condado de Montgomery (sur)
- Condado de Fountain (suroeste)
- Condado de Warren (oeste)
- Condado de Benton (noroeste)

## Autopistas importantes
- Interestatal 65
- U.S. Route 52
- U.S. Route 231
- Ruta Estatal de Indiana 25
- Ruta Estatal de Indiana 26
- Ruta Estatal de Indiana 28
- Ruta Estatal de Indiana 38
- Ruta Estatal de Indiana 43

## Demografía

### Censo de 2020
Según el censo de 2020, hay 186 251 habitantes, 77 797 hogares y 27 858 familias en el condado. La densidad de población es de 144 hab./km². Hay 77 797 unidades habitacionales, con una densidad de 60/km². El 72.81% de los habitantes son blancos, el 6.04% son afroamericanos, el 0.39% son amerindios, el 7.33% son asiáticos, el 0,03% son isleños del Pacífico, el 4.51% son de otras razas y el 8.89% son de una mezcla de razas. Del total de la población, el 10.01% son hispanos o latinos de cualquier raza.

### Censo de 2000
En el  censo de 2000, hubo 148 955 personas, 55 226 hogares y 32 417 familias residiendo en el condado. La densidad poblacional era de 298 personas por milla cuadrada (115/km²). En el 2000 había 58 343 unidades habitacionales en una densidad de 117 por milla cuadrada (45/km²). La demografía del condado era de 88,86% blancos, 2,52% afroamericanos, 0,28% amerindios, 4,46% asiáticos, 0,03% isleños del Pacífico, 2,48% de otras razas y 1,37% de dos o más razas. 5,26% de la población era de origen hispano o latino de cualquier raza. 
La renta promedio para un hogar del condado era de $38 652 y el ingreso promedio para una familia era de $51 791. En 2000 los hombres tenían un ingreso medio de $37 606 frente a $25 142 para las mujeres. La renta per cápita para el condado era de $19 375 y el 15,40% de la población estaba bajo el umbral de pobreza nacional.

## Ciudades y pueblos
| - Americus - Battle Ground - Buck Creek | - Clarks Hill - Colburn - Dayton | - Lafayette - Monroe - Montmorenci | - Odell - Otterbein - Romney | - Shadeland - Stockwell | - West Lafayette - West Point |